# Сульпірид
Сульпірид (англ. Sulpiride, лат. Sulpiridum) — лікарський засіб, що належить до атипових антипсихотичних препаратів, та є похідним бензаміду. Сульпірид застосовується як перорально, так і внутрішньом'язово. Сульпірид уперше синтезований у Франції в лабораторії компанії «Delagrange» (яка пізніше стала частиною компанії «Sanofi») в 1967 році, та вперше описаний Жюстін-Безансоном та Лавіллем, які отримали його під час дослідження похідних прокаїнаміду з потенційно антиаритмічною дією, під час цих досліджень уперше отримано також лікарський препарат метоклопрамід.

## Фармакологічні властивості
Сульпірид — лікарський засіб, що належить до атипових антипсихотичних препаратів, та є похідним бензаміду. Механізм дії препарату полягає у блокуванні D2 та частково D3 і D4 дофамінових рецепторів, що сприяє дофамінергічному ефекту, та спричинює активацію психічної діяльності людини, антидепресивний ефект, а також купування психотичної симптоматики. Сульпірид також має незначний вплив на глутаматні рецептори, що спричинює покращення когнітивних функцій при його застосуванні. Препарат також є частковим агоністом серотонінових рецепторів 5-HT4, що разом із антагонізмом до дофамінових рецепторів D2, розміщених у шлунково-кишковому тракті, а також до тригерних центральних рецепторів D2, забезпечує протиблювотну дію сульпіриду. Сульпірид не блокує серотонінові рецептори, альфа-1- та альфа-2-, а також бета-адренорецептори, гістамінові H1-рецептори, м-холірецептори та ГАМК-рецептори. Сульпірид має виражену тимоаналептичну, а також анксіолітичну та стимулюючу дію. Препарат також має цитопротекторний ефект щодо клітин слизової оболонки травного тракту. Сульпірид застосовується при генералізованому тривожному розладі, обсесивно-компульсивному розладі, панічних атаках, посттравматичному стресовому розладі, гострих та хронічних психічних захворюваннях (у тому числі шизофренії та хронічних психозах нешизофренічного характеру, включно з параноїдальними станами і хронічним галюцинаторним психозом), психосоматичних розладах, а також серйозні поведінкові розлади у дітей старших 6 років (у тому числі при аутизмі). Сульпірид також застосовується у комплексному лікуванні виразкової хвороби. При застосуванні сульпіриду спостерігається значно менша кількість побічних ефектів, ніж при застосуванні інших антипсихотичних засобів, що спричинено відсутністю екстрапірамідних побічних ефектів, а також рідкістю при його застосуванні надмірної сонливості, загальмованості, запору, парезу акомодації, та серцево-судинних побічних ефектів.

### Фармакокінетика
Сульпірид швидко й добре всмоктується після перорального застосування, проте біодоступність препарату становить лише 25—35 %. Максимальна концентація сульпіриду в крові досягається протягом 30 хвилин після внутрішньом'язової ін'єкції та 4,5 години після перорального прийому препарату. Препарат погано (на 40 %) зв'язується з білками плазми крові. Сульпірид проникає через гематоенцефалічний бар'єр, через плацентарний бар'єр, незначно виділяється в грудне молоко людини. Препарат не метаболізується, виводиться з організму із сечею в незміненому вигляді. Період напіввиведення сульпіриду становить 7 годин, цей час може збільшуватися при порушеннях функції нирок.

## Покази до застосування
Сульпірид застосовують при гострих та хронічних психічних захворюваннях (у тому числі шизофренії та хронічних психозах нешизофренічного характеру, включно з параноїдальними станами і хронічним галюцинаторним психозом), психосоматичних розладах, а також серйозні поведінкові розлади у дітей старших 6 років (у тому числі при аутизмі), а також у комплексному лікуванні виразкової хвороби.

## Побічна дія
При застосуванні сульпіриду спостерігається менша кількість побічних ефектів, ніж при застосуванні інших антипсихотичних препаратів, зокрема відсутністю екстрапірамідних побічних ефектів, а також рідкістю при його застосуванні надмірної сонливості, загальмованості, запору, парезу акомодації, та серцево-судинних побічних ефектів. Нечасто при застосуванні препарату можуть спостерігатися:
- Алергічні реакції — шкірний висип, сухість шкіри, задишка, анафілактичний шок, кропив'янка.
- З боку травної системи — блювання, запор, сухість у роті, печія.
- З боку нервової системи — підвищена збудливість, порушення сну, запаморочення, афазія, тризм, паркінсонізм, судоми, підвищена рухова активність, злоякісний нейролептичний синдром.
- З боку серцево-судинної системи — ортостатична гіпотензія, тахікардія, аритмії, подовження інтервалу QT, зупинка серця, тромбоемболія (у тому числі тромбоемболія легеневої артерії).
- З боку ендокринної системи — аменорея, галакторея, збільшення і біль у молочних залозах, гінекомастія, імпотенція, фригідність.
- Інші побічні реакції — почервоніння та крововиливи в місці ін'єкції, збільшення маси тіла.
- Зміни в лабораторних аналізах — лейкопенія, агранулоцитоз, нейтропенія, підвищення рівня активності ферментів печінки.

## Протипокази
Сульпірид протипоказаний при підвищеній чутливості до препарату, одночасному застосуванні з протипаркінсонічними препаратами, мехітазином, циталопрамом та есциталопрамом, феохромоцитомі, порфірії, при пролактинзалежних пухлинах (рак молочної залози, пролактинома гіпофізу).

## Форми випуску
Сульпірид випускається у вигляді таблеток і желатинових капсул по 0,05; 0,1 і 0,2 г; 0,5 % розчину для прийому всередину по 100 мл; ампул по 2 мл 5 % розчину.